# 大濱信泉

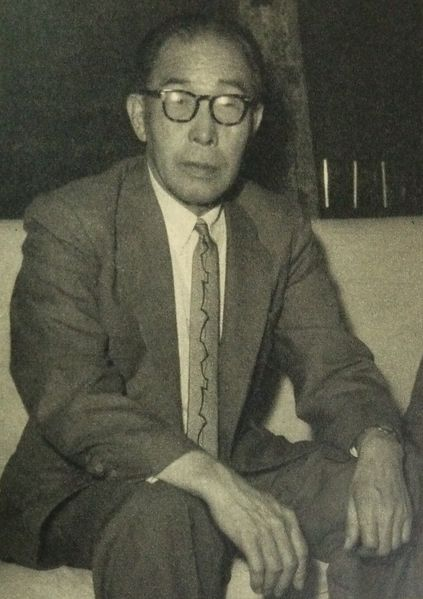
1956年

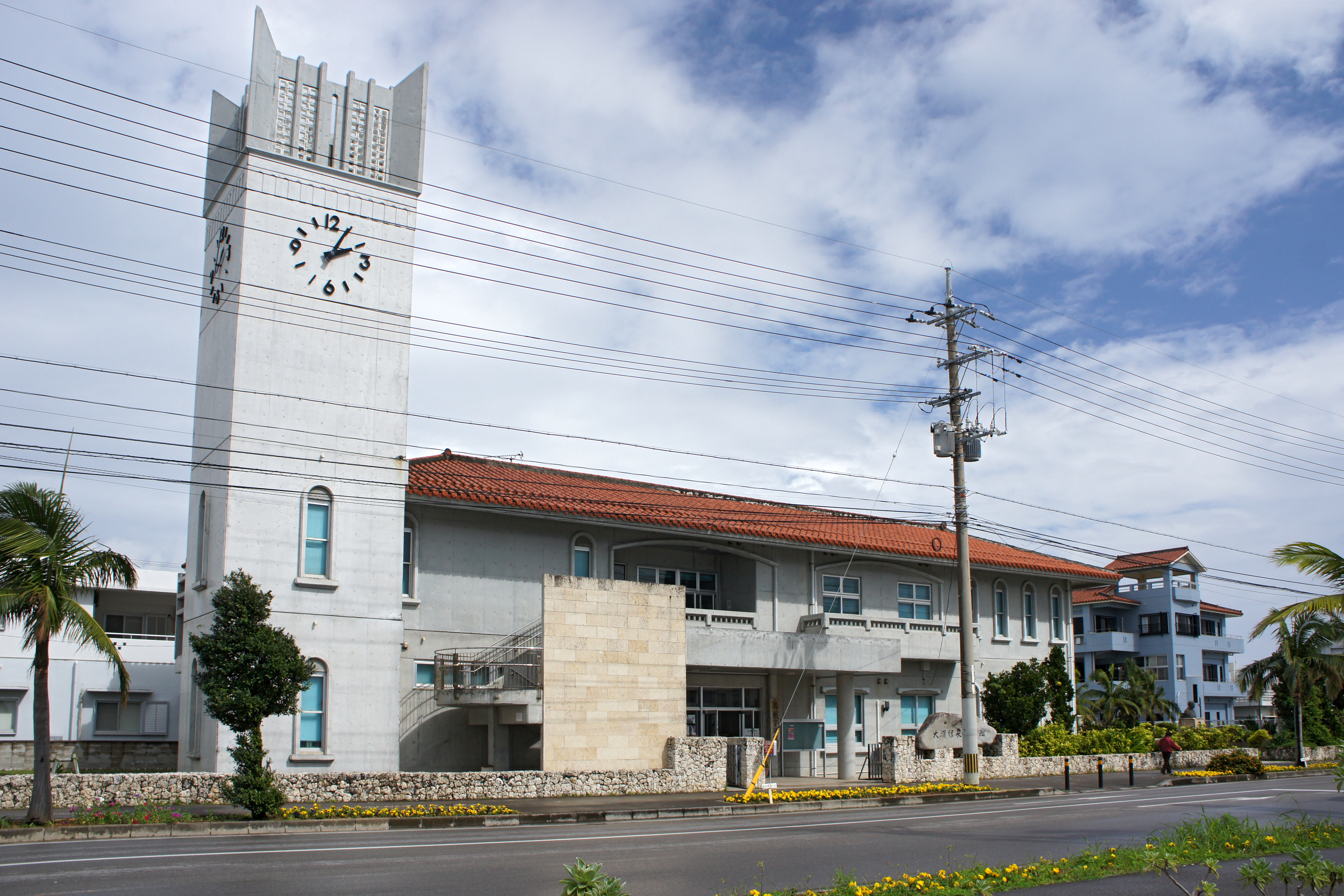
大濱信泉記念館

大濱 信泉（おおはま のぶもと、1891年〈明治24年〉10月5日 - 1976年〈昭和51年〉2月13日）は、日本の法学者・教育者。専門は商法。第7代早稲田大学総長（1954年 - 1966年）。第5代日本野球機構コミッショナー（1971年 - 1976年）。旧名大濱 信陪。妻は評論家の大浜英子。

## 人物
沖縄県石垣島生まれ。1910年に沖縄師範学校に入学するが、翌年ラブレターをめぐって退学処分を受ける。上京し、郁文館中学校・早大高等予科を経て、1918年に早稲田大学法学部を首席で卒業。三井物産に入社するも後に弁護士を開業。相前後して1922年に講師として早稲田大学に戻り、助教授としてイギリス・フランス・ドイツに留学。1927年に帰国後、法学部教授となり手形法・海商法・イギリス法を講義した。一方、1925年には東京八重山郷友会会長・1936年には在京沖縄県人会副会長に就任し、東京に於ける沖縄県人社会でも重きを置かれるようになっていた。
戦後は1945年に早稲田大学の法学部長に選出、1954年に島田孝一の後を受けて総長に就任した。その傍ら日本私立大学連盟副会長として私立学校法の制定に尽力、私立学校運営への文部省の介入を巡って文部省と対立した際にはGHQに直談判してこれを撤回させている。大学総長の実務を取り仕切る中で沖縄復帰運動にも関わり、1962年には茅誠司・大河内一男ら有志で「沖縄問題を話し合う会」を結成、1964年にはこれを沖縄問題解決促進協議会に進展させ代表委員となった。佐藤栄作首相の沖縄訪問の際には特別顧問となり、日米の政財界人や有識者・ジャーナリストを動員して「核抜き本土並み」の本土返還を実現させる背景作りを担った。
早くから空手の普及発展に理解が深く、早稲田大学空手部創立（空手研究会として1931年）以来の会長・部長を務めた。また戦後、GHQと文部省に対し、「空手は決して好戦的な武術ではない。徒手空拳による君子の武道である」として大学スポーツとしての存続と練習再開を強く主張した。GHQの理解を得ることに比べ文部省が強固な自主規制の姿勢を示したが、間もなく文部省も大浜教授の主張を受け入れ、1946年春には早稲田大学空手部は全国に先駆けて正規稽古を再開している。
のち1963年には全日本学生空手道連盟、1964年には全日本空手道連盟の初代会長に就任、生涯にわたって空手の健全な発達に尽力した

。
早稲田大学の学費値上げに端を発する学園紛争（早大闘争）で、1966年4月23日に理事全員と共に総長辞職を表明。その後は沖縄国際海洋博覧会協会長・沖縄協会長・日本野球機構コミッショナーを歴任した。
1976年2月13日、肺水腫のため、死去。84歳没。2月21日、プロ野球、早稲田大学、沖縄海洋博協会などにより合同葬が行われる。
1997年、石垣市に大濱の顕彰施設、大濱信泉記念館が開館した。

## 栄典
1965年4月に勲一等瑞宝章、1972年4月に勲一等旭日大綬章、没後に勲一等旭日桐花大綬章を受章。

## 著書

### 単著
- 『商行為法』モナス、1924年6月。NDLJP:982623。
- 『英国社会主義立法』文明協会〈文明協会ライブラリ〉、1928年12月。NDLJP:1269636 NDLJP:1273029。
- 『手形及小切手法』 上冊、巌松堂書店、1934年6月。NDLJP:1272190。
  - 『手形及小切手法』 下冊、巌松堂書店、1934年10月。NDLJP:1272201。
  - 『手形及小切手法』（再版）巌松堂書店、1934年10月。NDLJP:1453358。
- 『手形法原論』 上冊、巌松堂書店、1934年9月。NDLJP:1272180。
- 『保険法要論』広文堂書店、1934年10月。NDLJP:1272348。
- 『商行為法要論』 上巻、広文堂書店、1935年12月。NDLJP:1268110。
  - 『商行為法要論』 中巻、広文堂書店、1936年11月。NDLJP:1268114。
  - 『商行為法要論』 下巻、広文堂書店、1938年1月。NDLJP:1268120。
- 『手形小切手法要義』巌松堂書店、1936年6月。NDLJP:1271544。
- 『改正商法要義』 第3分冊、東山堂書房、1938年12月。NDLJP:1266924。
  - 『改正商法要義』 第4分冊、東山堂書房、1939年2月。NDLJP:1266733。
- 『新商法要義』 上巻、東山堂書房、1939年5月。NDLJP:1273330。
- 『手形法小切手法』早稲田大学出版部、1941年3月。NDLJP:1271140。
- 『手形法・小切手法』三笠書房〈法律学全書 15〉、1939年4月。NDLJP:1271641。
- 『新会社法要綱』東山堂書房、1938年9月。NDLJP:1273464。
  - 『新会社法要綱』東山堂書房、1938年12月。NDLJP:1273420。
  - 『新会社法要綱』東山堂書房、1939年2月。NDLJP:1273591。
- 『手形法・小切手法』三笠書房〈新法律学全書 10〉、1942年3月。NDLJP:1273754。
- 『会社法要論』東山堂書房、1940年6月。NDLJP:1273365。
- 『会社法大要』 上巻、東山堂書房、1941年5月。NDLJP:1273861。
  - 『会社法大要』 中巻、東山堂書房、1941年11月。NDLJP:1273363。
  - 『会社法大要』 下巻、東山堂書房、1943年3月。NDLJP:1273747。
- 『商行為法要論』広文堂書店、1938年1月。
  - 『商行為法要論』（改訂版）広文堂書店、1941年5月。NDLJP:1267750。
- 『会社法大要』東山堂書房、1943年3月。
- 『商法大要』東山堂書房、1944年12月。
  - 『商法大要』（再版）敬文堂書店、1948年3月。
- 『手形法小切手法』帝国判例法規出版社、1947年8月。
- 『商法学』評論社〈法律学全書 7〉、1949年1月。
  - 『商法学』（改訂増補版）評論社〈法律学全書 7〉、1952年9月。
- 『会社法概論』勁草書房、1949年5月。
- 『商法総則（教程）』（新訂版）広文堂書店、1953年5月。
- 『会社法要論』早稲田大学出版部、1959年4月。
- 『総長十二年の歩み』校倉書房、1968年12月。
- 『私の沖縄戦後史 返還秘史』今週の日本、1971年7月。

### 翻訳
- ジョン・マクラウド『アルセステ号航海記』時事通信社〈時事新書〉、1965年。
  - ジョン・マクロード『アルセスト号朝鮮・琉球航海記』（改題改訂版）榕樹書林、1999年3月。ISBN 9784947667571。

### 共著
- 『判例に於ける会社法の展開』恒春閣、1946年11月。
- 大濱信泉、青木定行『株式会社設立清算 増減・資合併』青林書院〈実務法律講座 8〉、1954年3月。
- 国民講座・日本の安全保障編集委員会 編『沖縄復帰への道』原書房〈国民講座・日本の安全保障 別巻〉、1968年10月。

## 論文
- 「航海堪能力ヲ論ズ」『早稲田法学』第1号、早稲田大学法学会、1922年10月20日、1-70頁、NAID 120000793805。
- 「助勢過失論」『早稲田法学』第3号、早稲田大学法学会、1924年11月30日、1-94頁、NAID 120000787889。
- 「英国船主責任制度論」『早稲田法学』第4号、早稲田大学法学会、1925年4月4日、1-198頁、NAID 120000787982。
- 「総同盟罷業の法律的側面」『早稲田法学』第6号、早稲田大学法学会、1926年12月20日、1-49頁、NAID 120000787972。
- 「労働組合の不法行為責任」『早稲田法学』第8号、早稲田大学法学会、1928年1月20日、1-71頁、NAID 120000787949。
- 「流通証券に就て」『早稲田法学』第13号、早稲田大学法学会、1933年5月10日、1-84頁、NAID 120000788054。
- 「浮動担保に就て」『早稲田法学』第19号、早稲田大学法学会、1940年4月5日、1-31頁、NAID 120000788053。
- 「英国社債の諸形態」『早稲田法学』第22号、早稲田大学法学会、1945年3月20日、1-34頁、NAID 120000788023。
- 「株式配当について」『早稲田法学』第27巻第4号、早稲田大学法学会、1952年3月20日、319-353頁、NAID 120000788884。
- 「従属会社の独立性とその限界」『早稲田法学』第28巻、早稲田大学法学会、1952年12月20日、45-68頁、NAID 120000788886。
- 「終戦前後十年の回顧」『早稲田法学』第28巻、早稲田大学法学会、1952年12月20日、313-337頁、NAID 120000788879。

## 伝記・関連書など
- 亀川正東『大濱信泉 沖縄の偉人・早稲田大学総長』琉球文教図書、1962年6月。
- 『大濱信泉先生喜寿祝賀論集』早稲田大学法学会、1968年12月。
- 大西鐵之祐「大濱信泉先生を偲ぶ」『体育・スポーツ・レクリエーション』第3巻第1号、公益社団法人全国大学体育連合、1976年9月、27-29頁、NAID 110008702895。
- 『大濱信泉』大濱信泉伝記刊行委員会、1978年2月。
- 『大濱信泉先生を偲んで 沖縄国際大学創立20周年記念講演録』沖縄国際大学事務局広報課、1992年2月。
- 長田亮一『元早稲田大学総長大濱信泉の生涯』長田亮一、1994年2月。
- 『泉 期成会のあゆみ』第七代早稲田大学総長大濱信泉生誕百年記念事業期成会、1997年12月。